# 走っておいで恋人よ
「走っておいで恋人よ」（はしっておいでこいびとよ）は、1972年3月5日にリリースされたアリスのデビュー・シングル。

## 解説
リリース当時、矢沢透はまだ正式にグループへ合流しておらず、ジャケットも谷村新司と堀内孝雄の2人の写真が使用された。
2020年10月28日にMEG-CDとして再発された。

## 収録曲
全曲　作詞・作曲:谷村新司／編曲:青木望

### SIDE 1
1. 走っておいで恋人よ(3分31秒)

### SIDE 2
1. さよなら昨日までの悲しい思い出(3分01秒)